# Alsodux
Alsodux község Spanyolországban, Almería tartományban. Lakosainak száma 138 fő (2024).

## Földrajza
Alsodux Alboloduy, Alhabia, Bentarique, Instinción, Rágol, Santa Cruz de Marchena, Santa Fe de Mondújar, Terque és Canjáyar községekkel határos.

## Népesség
A település lakosságának változását az alábbi diagram mutatja:
| Lakosok száma | 113  | 119  | 131  | 155  | 153  | 131  | 134  | 125  | 131  | 138  |
|               | 2001 | 2004 | 2006 | 2009 | 2011 | 2014 | 2016 | 2019 | 2021 | 2024 |